# Pamphagulus
Pamphagulus is een geslacht van rechtvleugeligen uit de familie Dericorythidae. De wetenschappelijke naam van dit geslacht is voor het eerst geldig gepubliceerd in 1929 door Uvarov.

## Soorten
Het geslacht Pamphagulus omvat de volgende soorten:
- Pamphagulus bodenheimeri Uvarov, 1929
- Pamphagulus ifniensis Bolívar, 1936
- Pamphagulus lepineyi Chopard, 1941
- Pamphagulus peneri Fishelson, 1993
- Pamphagulus uvarovi Ramme, 1931
- Pamphagulus vicinus Ramme, 1931